# Film cu exploatare sexuală
Un film cu exploatare sexuală (din engleză: sexploitation film, numit și sex-exploitation film) este un film independent și de buget scăzut care conține întâmplări sexuale neexplicite și nuditate.
La începuturi acestea apăreau în cinematografe independente și Grindhouse.

## Subgenuri

### Nazi exploitation film
Exemple:
- Ilsa, She Wolf of the SS (1975, Canada)
- Lager SSadis Kastrat Kommandantur (1976, Italia)
- L'ultima orgia del III Reich (1977, Italia)

### Pornochanchada
Făcute în Brazilia, populare în anii 1970 și la începutul anilor 1980.